# Gué-de-Maulny

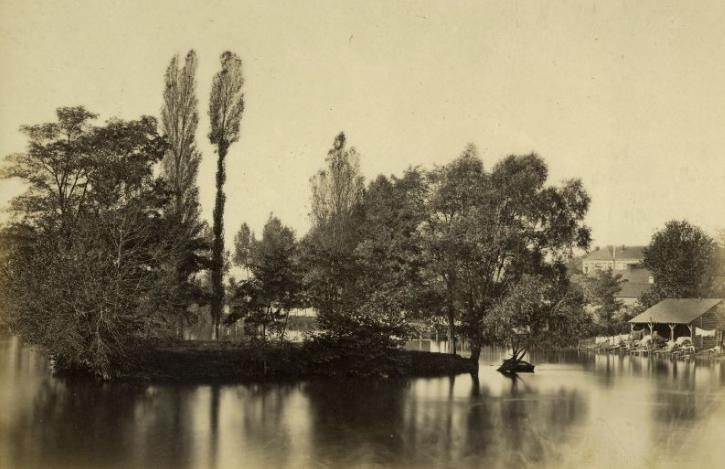

Gué-de-Maulny is een openbaar park gelegen in de Franse stad Le Mans, tussen het Zuidstation en de ringweg, aan de oevers van de Huisne. Het was een voormalige doorwaadbare plaats of voorde (gué) buiten de stad, die het mogelijk maakte om Le Mans en Allonnes te voet of met een kar te bereiken. De plaats is ook een belangrijke historische plaats vanwege de veldslagen, het kasteel en de molens.

## Geschiedenis
De Valois bouwden hier een plezierkasteel, simpelweg Chateau du Gué-de-Maulny genoemd. Dit kasteel was de geboorteplaats van koning Jan II de Goede, geboren in 1319. Lang heeft het kasteel niet bestaan omdat het in 1359, midden in de Honderdjarige Oorlog werd geplunderd en verwoest, tijdens de opmars van de Engelsen naar Le Mans. De inwoners inclusief de geestelijken vluchtten naar de Cité Plantagenêt  in het centrum van de stad.
Langs de rivier de Huisne stonden er vroeger veel watermolens. Vandaag is er nog maar één molen over, die in 2007 werd gerestaureerd. In 1987 legde de gemeente een nieuwe houten loopbrug aan om gemakkelijk de linkeroever van de Huisne te bereiken. Anno 2020 heeft het park een open vlakte, verschillende speelpleinen, enkele privétuinen, een klein bos en biedt uitzicht op de rivier en de gerenoveerde molen.